# ميتش مارغو
ميتش مارغو (بالإنجليزية: Mitch Margo)‏ هو موسيقي أمريكي، ولد في 25 مايو 1947 في بروكلين في الولايات المتحدة، وتوفي في 24 نوفمبر 2017 في إستوديو سيتي ‏ في الولايات المتحدة.

## وصلات خارجية
- ميتش مارغو على موقع IMDb (الإنجليزية)
- ميتش مارغو على موقع ميوزك برينز (الإنجليزية)
- ميتش مارغو على موقع ديسكوغز (الإنجليزية)